# Nowa Wieś Ostródzka
Nowa Wieś Ostródzka (niem. Neudorf) – wieś w Polsce położona w województwie warmińsko-mazurskim, w powiecie olsztyńskim, w gminie Olsztynek. W latach 1975–1998 miejscowość administracyjnie należała do województwa olsztyńskiego.
Nowa Wieś Ostródzka to wieś turystyczna, rozciąga się wzdłuż otoczonego lasem jeziora Mielno. W Nowej Wsi można zobaczyć dwie wyspy: większą, tzw. Wyspę Kormoranów (zamieszkaną przez dużą liczbę tych ptaków) oraz Miłość, na którą składają się dwie malutkie wysepki, między którymi odległość wynosi ok. 1,5 metra. We wsi jest sklep ogólnospożywczy. Dojazd do wsi drogą asfaltową od strony Olsztynka przez Pawłowo i Dębową Górę. 

## Historia
Osada powstała w 1849 r. W 1939 r. we wsi było 137 mieszkańców, szkoła i sklep. W 1997 roku we wsi na stałe mieszkały tylko 52 osoby. W 2005 r. było 43 mieszkańców. 

## Zabytki
- przy szosie z Pawłowa znajduje się cmentarz ewangelicki z początku XX wieku.